# Pseudorasbora
Genre
Le genre Pseudorasbora regroupe plusieurs espèces de poissons d'eau douce de la famille des Cyprinidae.

## Liste des espèces
Selon FishBase (3 janvier 2020) et World Register of Marine Species (3 janvier 2020) :
- Pseudorasbora elongata Wu, 1939
- Pseudorasbora interrupta Xiao, Lan & Chen, 2007
- Pseudorasbora parva Temminck & Schlegel, 1846
- Pseudorasbora pugnax  Kawase & Hosoya, 2015
- Pseudorasbora pumila Miyadi, 1930